# Johannis von Tourkolekas
Johannis von Tourkolekas (* 1805 in Tourkolekas, Arkadien; † 16. Oktober 1816 in Monemnvasia, Peloponnes)  war ein Märtyrer und Sohn des berühmten Widerstandskämpfers gegen die langjährige osmanische Herrschaft auf dem Peloponnes, Stamatelos Tourkolekas, und seiner Frau Sophia, geborene Demetriou Karoutsou, welche die Schwester der Frau von dem berühmten Revolutionären Theodoros Kolokotronis war. Seine Familie war bekannt für ihre starke Glaubensüberzeugung, ihre Liebe zur Heimat und ihren Mut.

Die Ikone des Johannis von Tourkolekas mit der Aufschrift „Der heilige Neomärtyrer Ioannis o Tourkolekas“

Einer seiner vier Brüder war der bekannte Partisanenhauptmann Nikitas, auch bekannt als „Nikitaras der Türkenfresser“, der später Präsident des griechischen Parlaments wurde. Ein weiterer Bruder war der Lehrer für Militärtaktik und Partisanenführer Nikolas. Im Alter von elf Jahren begleitete Johannes seinen Vater und den Sohn des Kämpfers Parnonas, Zacharias, auf dem Weg zur Insel Kythira. Als sie einen Zwischenstopp in Neapoli in Lakonien – dem heutigen Neapoli Voion – einlegten, wurde der dortige Agha, Hussein, auf sie aufmerksam und nahm sie fest. Er übergab sie dann dem obersten türkischen Herrscher in Monemvasia, der sie in seinem Haus einsperrte.
Der Wojwode des Herrschers von Monemvasia, der in Mystras ansässig war, ordnete die Hinrichtung der Gefangenen an, was mit den beiden anderen auch geschah. Johannes wurde mit den Leichen konfrontiert und aufgefordert, zum Islam überzutreten, was er jedoch entschieden ablehnte. Aus diesem Grund wurde auch er vor der Kirche Elkomenos Christos in Monemvasia enthauptet. Die Köpfe von Johannes und den beiden anderen wurden dem Pascha nach Tripoli geschickt, während ihre Körper an einem unbekannten Ort begraben wurden. Das Kreuz auf dem Boden des Innenhofs der Kirche Elkomenos Christos in Monemvasia wurde zu einem Symbol der Stärke für die unterdrückten Griechen und zu einem bedeutenden Pilgerort in Erinnerung an den Märtyrer Johannes. Die Ermordung der drei fand am 16. Oktober 1816 statt, und auf dem Boden des Kirchhofs bildete sich aus dem Blut des Johannes ein Kreuz, was als Zeichen der Verehrung betrachtet wurde.
Johannis von Tourkolekas ist ein orthodoxer Gedenktag am 16. Oktober vergeben. Darüber hinaus wurde er auf Ikonen verewigt.